# Quax – Verein zur Förderung von historischem Fluggerät
Quax – Verein zur Förderung von historischem Fluggerät e. V. ist ein gemeinnütziger Verein, der historisches Fluggerät restauriert und betreibt. Der Verein mit über 800 Mitgliedern (2025) wurde am 3. Februar 2006 am Flugplatz Hamm-Lippewiesen gegründet. Sein Namenspatron ist die Hauptfigur aus dem Film Quax der Bruchpilot.
Der Quax-Verein hat sich zum Ziel gesetzt, die Oldtimer-Flugzeuge in flugfähigen Zustand zu versetzen, was bei aufwändigen Projekten Jahre dauern kann. Der Verein ist überregional mit mehreren Stationen vertreten. Neben dem Vereinssitz am Flughafen Paderborn-Lippstadt betreibt der Verein noch an neun weiteren Flugplätzen Stationen. Am Flughafen Paderborn-Lippstadt und am Flugplatz Bienenfarm bei Berlin betreibt der Verein zudem jeweils einen kompletten "Quax-Hangar" in dem viele historische Flugzeuge des Vereins und seiner Mitglieder für die Öffentlichkeit zugänglich sind.
Die Flugzeuge sind das wichtigste Betätigungsfeld im Verein. Die Vereinsflugzeuge können von Mitgliedern nach Einweisung geflogen werden.

## Geschichte
Im Jahr 2006 wurde der Verein gegründet. Im selben Jahr erfolgte der Kauf des ersten Vereinsflugzeugs, einer De Havilland Canada DHC-1 Chipmunk (D-EPAK). Ein Jahr später hatte der Quax über 100 Mitglieder, darunter rund 20 aktive Piloten. Zur Chipmunk kamen zwei Segelflugzeuge dazu. Jeweils zu Beginn der Flugsaison veranstaltet der Quax-Verein eine Trainingswoche, das sogenannte „Ausmotten“. Dies fand das erste Mal vom 16.-20. April 2008 am Flugplatz Rheine-Eschendorf statt seit 2009 findet das Ausmotten auf dem Flugplatz Bienenfarm statt. Jedes Jahr jeweils eine Woche ab Ostermontag.  Der Quax-Hangar in Paderborn-Lippstadt wurde 2010 erbaut, 2014 fanden dort zum ersten Mal die Hangartage statt. Im Jahr 2017 übernahm der Verein den Flugplatz Bienenfarm. 2018 nahm der Verein an der Internationalen Luft- und Raumfahrtausstellung Berlin teil.

## Flugzeuge

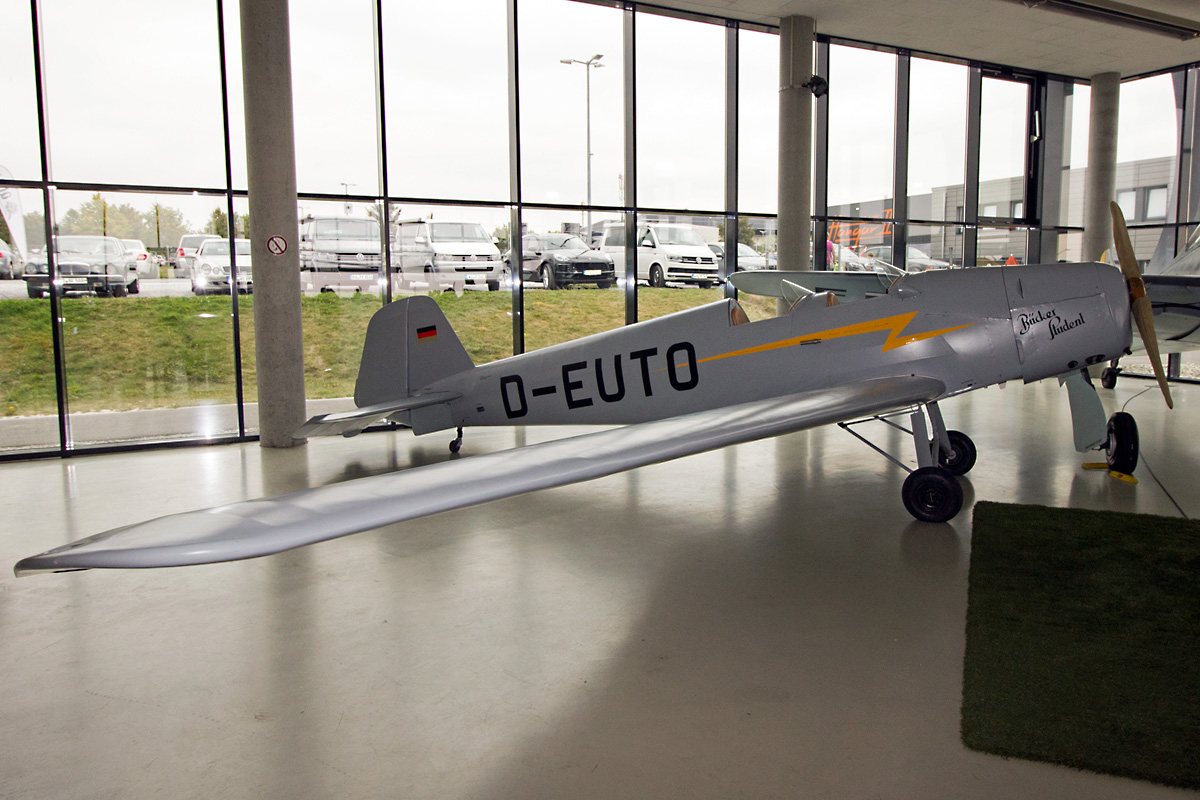
Bücker Bü 180 des Vereins

Über die Jahre ist die Vereinsflotte auf 20 Flugzeuge (2019) angewachsen. Zum Teil sind die Flugzeuge im Besitz des Vereins, zum Teil sind sie Eigentum von Privatpersonen oder Haltergemeinschaften und werden vom Verein betrieben. Seit Anfang Oktober 2020 wird im Quax-Hangar die Ju 52 D-AQUI mit ausgestellt. Die "Tante Ju" wurde dem QUAX e.V. von der Deutsche Lufthansa Berlin-Stiftung (DLBS) zur Halterschaft übergeben, um das Flugzeug weiterhin für die Öffentlichkeit zugänglich zu machen. Zuvor hatte die DLBS bereits ihre Bf 108 B-1 „Taifun“ und ihre Dornier Do 27 an den Verein übergeben. Beide Flugzeuge wurde in die Flotte des Vereins integriert und werden von den Mitgliedern geflogen.
- Bf 108 „Taifun“
- Boeing Stearman N2S-3
- Bölkow Bo 208 Junior
- Bücker Bü 131 Jungmann
- Bücker Bü 180 Student
- Bücker Bü 181 Bestmann
- 2 × Dornier Do 27
- Focke-Wulf Fw 44 Stieglitz
- Grunau Baby IIb
- Schleicher ASK 13
- Schleicher K11
- Schleicher KA 8
- Klemm Kl 35 D
- Klemm Kl 107 B
- Piaggio FWP.149D
- Pilatus P2
- Schleicher Ka 2b
- Schulgleiter SG 38
- Stampe SV-4
- Stark Turbulent D.31